# Ahmed Touré
Ahmed Touré (né le 17 juillet 1987) est un footballeur professionnel burkinabé, qui évolue actuellement au sein du club ghanéen du Medeama SC comme attaquant.  Il est également de nationalité ivoirienne.

## Carrière

### Asante Kotoko
Touré a commencé sa carrière au sein du club ivoirien Africa Sports National, avant de signer avec le club ghanéen de la Glo Premier League Asante Kotoko. 

### KSC Lokeren Oost-Vlaanderen
Le 31 août 2008, Touré a signé pour le club belge KSC Lokeren Oost-Vlaanderen dans la Jupiler Pro League de Belgique,  et le 1er novembre 2008, Touré a joué son premier match contre RAEC Mons . 

### CS Sfaxien
En août 2010, Touré a signé avec le club tunisien de Ligue 1 CS Sfaxien pour la saison 2010-2011 de la Ligue 1 Tunisienne . 

### Asante Kotoko (retour)
En septembre 2011, Touré est revenu dans la première division ghanéenne Glo Premier League pour la saison 2011-2012 de la Premier League ghanéenne . 

### ASEC Mimosas
Après un passage réussi avec l'équipe ghanéenne Bechem United, en inscrivant 13 buts pour le club en 2 ans, Touré a ensuite rejoint le club ivoirien de l'ASEC Mimosas pour un contrat de 2 ans en 2017. 